# Шкуратова, Ирина Алексеевна
Ирина Алексеевна Шкуратова (род. 13 мая 1956 года) — российский учёный-ветеринар, директор УНИВИ, член-корреспондент РАН (2019).
Доктор ветеринарных наук (2000), директор Уральского научно-исследовательского ветеринарного института.

## Научная деятельность
Специалист в области ветеринарной медицины и экологии.
Основные научные результаты:
- исследованы взаимосвязи экологических особенностей среды Уральского региона с возникновением и развитием патологии у животных, качеством продукции животноводства;
- созданы научные основы ранней диагностики, профилактики и терапии незаразных болезней, повышения адаптационных возможностей сельскохозяйственных животных;
- разработаны способы выращивания высокопродуктивных животных в условиях дефицита макро- и микроэлементов, меры по предотвращению накопления токсинов в организме с целью повышения сохранности молодняка, нарушений репродуктивной функции и улучшения качества животноводческой продукции.

Автор 400 научных работ, из них 3 монографий и 40 патентов.
Ведет преподавательскую работу в Уральском государственном аграрном университете.
Член редколлегии журнала «Аграрный вестник Урала», эксперт РАН.

## Награды
- Почётный работник высшего профессионального образования Российской Федерации
- Почётный диплом имени А.П. Калашникова (УрО РАН, 16 июня 2017) — за цикл работ «Решение проблем продуктивного здоровья животных в условиях техногенного загрязнения на Среднем Урале»